# الجانب الإنساني للتدخل العسكري في اليمن (2015-الآن)
| أشخاص محتاجين للمساعدة الإنسانية                                  | أشخاص محتاجين للمساعدة الإنسانية                                                                            |
| ----------------------------------------------------------------- | --- |
| المتضررين                                                         | 21,2 مليون                                                                                                  |
| الأطفال المتضررين                                                 | 9,9 مليون                                                                                                   |
| الخدمات الأساسية، بما في ذلك الرعاية الصحية والتغذية والتعليم     | |
| المتضررين                                                         | 19,3 مليون (ثلاثة من أصل أربعة لا تغطي المياه والصرف الصحي احتياجاتهم الأساسية). منهم 9.8 مليون بسبب الصراع |
| أمن غذائي                                                         | |
| أشخاص يعانون من انعدام الأمن الغذائي                              | 14,4 مليون                                                                                                  |
| أشخاص يعانون من انعدام الأمن الغذائي الشديد                       | 7,6 مليون                                                                                                   |
| سوء التغذية                                                       | |
| أشخاص يعانون من سوء التغذية                                       | 2,1 - 3,0 مليون                                                                                             |
| الأطفال                                                           | على الأقل 1,3 مليون.                                                                                        |
| أطفال يعانون من سوء التغذية الحاد الثقيلة                         | 320.000 |
| هدد من قبل أشخاص سوء التغذية                                      | 3 مليون |
| يتهدده سوء التغذية للأطفال                                        | 1,7 مليون                                                                                                   |
| أطفال يعانون من سوء التغذية الحاد                                 | 850.000 (اعتبارا من أغسطس 2015 مع توقعات زيادة إلى 1.2 مليون في غضون بضعة أسابيع)                           |
| هدد من قبل الأطفال سوء التغذية الحاد (أقل من 5 سنوات)             | 537.000 |
| أشخاص بحاجة إلى الرعاية الصحية الأساسية                           | |
| المتضررين                                                         | 14,1 - 15,2 مليون                                                                                           |
| المتضررين من الحوامل                                              | 522.000 |
| أمن التعليم                                                       | |
| أطفال بلا فرصة للحصول على التعليم                                 | 3,4 مليون (منذ مارس 2015)                                                                                   |
| مدارس أغلقت بسبب الصراع منذ مارس                                  | 3,584 |
| النزوح الداخلي (منذ 26 مارس 2015) غير شامل لجميع المناطق.         | |
| النازحون داخلياً                                                   | 2,3 مليون                                                                                                   |
| الفارين إلى الخارج المسجلون في المفوضية العامة للاجئين، غير شامل. | |
| الفارين إلى الخارج                                                | 121.000 |
| اللاجئين من أفريقيا                                               | |
| القادمين إلى اليمن                                                | 264.000 (منهم 250,000 صومالي)                                                                               |
| الفارين من اليمن                                                  | 35000 أو أكثر (ومعظمهم من إثيوبيا والصومال)                                                                 |
| الضحايا المدنيين للنزاع (منذ 26 مارس 2015)                        | |
| القتلى من المدنيين                                                | 2.615 |
| المصابين من المدنيين                                              | 5.193 |
| القتلى من الأطفال                                                 | 604 |
| المصابين من الأطفال                                               | 890 |

تدهورت الأوضاع الإنسانية في اليمن بشكل كبير منذ بداية الحرب الأهلية اليمنية عموماً، ومنذ الحملة الجوية ضد الحوثيين والقوات المؤيدة لعلي عبد الله صالح خصوصاً، وقالت الأمم المتحدة أن هذا البلد وهو في الأساس من أفقر دول العالم، يعيش «كارثة انسانية».
ووصفت اللجنة الدولية للصليب الأحمر في 22 أبريل الوضع في اليمن بأنه «كارثي» ويتدهور يوما بعد آخر، حيث تعاني العاصمة صنعاء من انقطاع التيار الكهربائي وشح في ماء الشرب، وتحدث مدير العمليات في الشرق الأوسط في اللجنة الدولية للصليب الأحمر الدولي، روبرت مارديني، الذي عاد توا من اليمن، عن رؤيته لعشرات الجثث في شوارع عدن، وقال إن ما معدله نحو خمسين قتيلا كانوا يسقطون كل يوم منذ بدء العملية الحربية في اليمن آواخر شهر مارس.
وفي أواخر مايو أعلن مكتب الأمم المتحدة لتنسيق الشؤون الإنسانية مقتل أكثر من 2288 شخص، نصفهم من المدنيين، وإصابة نحو 10 آلاف آخرين في اليمن، ونزوح أكثر من مليون شخص داخل اليمن منذ 26 مارس 2015.
في 19 يونيو حذرت الأمم المتحدة من أزمة إنسانية في اليمن مع استمرار القتال وعدم توصل الأطراف إلى هدنة إنسانية تسمح لقوافل المساعدات الإنسانية بدخول البلاد، وقالت المنظمة إنها بحاجة إلى 1.6 مليار دولار كمساعدات لليمن خلال العام الحالي. وأطلق نائب أمين الشؤون الإنسانية في الأمم المتحدة ستيفن أوبراين نداء استغاثة لتقديم العون للشعب اليمني. وقال أوبراين «الشعب في كافة أرجاء اليمن يكافح للحصول على الطعام كما أن الخدمات الاساسية تنهار في العديد من المناطق.» ولم يتم حتى الآن تقديم سوى 200 مليون دولار من المبالغ التي تعهد المجتمع الدولي بتقديمها في السابق، ولم تقدم السعودية المبلغ الذي تعهد به الملك سلمان وهو 540 مليون دولار، ما يعادل 3 مليار ريال سعودي.
أعلنت اللجنة الدولية للصليب الأحمر أن عدد ضحايا الحرب الأهلية اليمنية والغارات الجوية في اليمن منذ مارس - حتى أغسطس 2015، قد بلغ 3,800 قتيل، و19,000 جريح، و1,300,000 نازح.
في 19 أغسطس حذرت منظمة الأغذية والزراعة التابعة للأمم المتحدة من «تفاقم المجاعة» في اليمن، حيث يعاني أكثر من 500,000 طفل من سوء التغذية الحاد، وكان مبعوث الأمم المتحدة إلى اليمن إسماعيل ولد الشيخ أحمد قد صرح بأن «اليمن على بعد خطوة واحدة من المجاعة»، وأظهرت دراسة لبرنامج الأغذية العالمي أن ما يقرب من 13 مليون شخص يواجهون انعدام الأمن الغذائي الشديد، بينهم 6 ملايين يواجهون «حالة طوارئ»، إذ يعجزون عن تدبير قوتهم اليومي ويعانون من معدلات سوء تغذية بالغة الارتفاع ومتفاقمة، وأن الأمن الغذائي بلغ درجة الخطورة لدى 1.3 مليون يمني نازح داخلياً.
في 27 أغسطس قال مكتب الأمم المتحدة لتنسيق الشؤون الإنسانية أن عدد ضحايا النزاع في اليمن بلغ 4,513 قتيل و23,509 جريح، و1,400,000 نازح.
تشهد مدينة تعز أكثر سقوط للضحايا بين المدنيين، حيث قالت هيومن رايتس ووتش أن الحوثيين يقصفون المدنيين في المدينة بشكل عشوائي ومتكرر،  ما أدى لمقتل المئات وجرح أضعافهم، في 20 أكتوبر نشرت القنوات الإعلامية ومواقع التواصل الاجتماعي مقطع فيديو يظهر فتى يمنيا يدعى «فريد شوقي الذماري» (6 سنوات) وهو راقد على سرير مستشفى بعد أن أصيب بشظايا في رأسه في 13 أكتوبر،  وهو يتوسل بصوت هادئ للأطباء «لا تقبروناش» (لا تدفنوني)، ولقيت هذه الحادثه صدى واسع في وسائل الإعلام العالمية، خاصة بعد وفاة الطفل بعد عدة أيام من أصابته.

## الخسائر
| الفترة منذ 26 مارس                                                                         | القتلى             | الجرحى | النازحين  | لاجئين في الخارج |
| ------------------------------------------------------------------------------------------ | ------------------ | ------ | --------- | ---------------- |
| 1 أبريل                                                                                    | 519                | 1,699  |           |                  |
| 11 أبريل                                                                                   | 736                | 2,719  | 121,275   |                  |
| 1 مايو                                                                                     | 1,278              | 5,210  | 300,000   | 12,300           |
| 1 يونيو                                                                                    | 2,288              | 9,755  | 1,019,762 | 26,200           |
| 1 يوليو                                                                                    | 3,261              | 15,811 | 1,267,590 | 38,000           |
| 1 أغسطس                                                                                    | 4,255              | 21,288 | 1,300,000 |                  |
| 1 سبتمبر                                                                                   | 4,855              | 24,971 | 1,439,118 |                  |
| 1 أكتوبر                                                                                   | 5,248              | 26,191 | 1,500,000 | 250,000          |
| 14 أكتوبر                                                                                  | 5,604              | 26,703 | 2,305,048 |                  |
| 1 نوفمبر                                                                                   | 5,723 (2,615 مدني) | 26,969 |           |                  |
| بالإضافة إلى 330,000 مشردين داخليا من قبل التدخل، وأيضاً 250,000 لاجئين في اليمن من الصومال |                    |        |           |                  |

| محافظة         | وفاة  | مصاب  |
| -------------- | ----- | ----- |
| عدن            | 290   | 429   |
| صنعاء          | 206   | 817   |
| صعدة           | 203   | 164   |
| تعز            | 142   | 554   |
| إب             | 127   | 207   |
| الحديدة        | 98    | 438   |
| الضالع         | 52    | 215   |
| حجة            | 45    | 204   |
| أبين           | 35    | 28    |
| عمران          | 24    | 62    |
| لحج            | 22    | 52    |
| ذمار           | 22    | 24    |
| شبوة           | 16    | 16    |
| الجوف          | 6     | 8     |
| مأرب           | 4     | 0     |
| محافظة البيضاء | 3     | 0     |
| حضرموت         | 2     | 9     |
| الإجمالي       | 1.297 | 3.227 |

أكدت نيويورك تايمز أن 18 غارات جوية أسفرت عن سقوط ضحايا مدنيين في الفترة (26 مارس - 21 أبريل).
في 6 مايو، ذكرت هيومان رايتس ووتش أن غارة جوية أصابت منزل سكني في صعدة، أسفرت عن مقتل 27 فرداً من عائلة واحدة، بينهم 14 طفلا.
قالت هيومن رايتس ووتش في تقرير لها أن الغارات التي شنت على مدينة صعدة منذ 6 أبريل حتى 11 مايو 2015 أسفرت عن مقتل 59 مدنياً بينهم 35 طفلاً على الأقل.
في 27 مايو قتلت الغارات الجوية نحو 100 شخصاً في مناطق مختلفة من اليمن منها صنعاء وصعدة والحديدة في أكبر حصيلة للقتلى منذ بدء الصراع.
أبريل
- حتى 6 أبريل:
  - قال مكتب الأمم المتحدة لتنسيق الشؤون الإنسانية أن عدد القتلى بلغ 662 قتيل [29] بينهم 506 مدنيين في الفترة (26 مارس - 6 أبريل).[30]
  - ذكر تقرير لليونيسيف ذكر أن 74 طفلًا على الأقل قد قُتل وجُرح 44 طفل بسبب القصف الجوي السعودي على اليمن منذ 26 مارس 2015 حتى 6 أبريل.[31][32]
- حتى منتصف أبريل:
  - قالت الأمم المتحدة أن أكثر من 736 قتيل سقطوا في اليمن وأصيب 2,719 آخرين، بينهم 364 من المدنيين، بما في ذلك 84 طفلا و 25 امرأة. ونزح أكثر من 121,000 شخصاً من منازلهم، منذ بدء النزاع حتى 12 أبريل 2015.[33]
  - قالت منظمة الصحة العالمية أن 119 شخصاً على الأقل قتلوا وأصيب 715 شخصاً في الفترة 7 - 13 أبريل بسبب النزاع المسلح في اليمن، لتبلغ بذلك حصيلة الضحايا 767 قتيلاً و2906 مصاباً. منذ بدء النزاع في 19 مارس حتى 13 أبريل.[34]
  - تقرير من منظمة اليونيسيف يذكر فيه أن عدد الأطفال القتلى في الحرب الأهلية قد وصل إلى 600 طفل حتى 13 أبريل، في حين أن ثلث المُقاتلين المشاركين هم دون 18 سنة.[35]
- حتى 22 أبريل:
  - قالت الأمم المتحدة أن 1,080 قتلوا بشكل عام في اليمن بينهم 693 مدنيين، خلال الفترة 26 مارس - 22 أبريل.[36][37]
- أفادت اليونيسيف في 24 ابريل أن الضربات الجوية قتلت 64 طفلاً.[38]

مايو
- حتى 1 مايو:
  - قالت منظمة الصحة العالمية أن أكثر من 1200 قتيل و50 ألف جريح سقطوا نتيجة الحرب الدائرة في اليمن منذ أكثر من شهر.
- حتى 10 مايو:
  - وفقا للأمم المتحدة، في الفترة بين (26 مارس و10 مايو 2015) قتل الصراع في اليمن و«الغارات الجوية للتحالف» على الأقل 828 مدنياً، بما في ذلك 91 امرأة و182 طفلاً، وبين 4 و10 مايو قتل 182 شخصاً.[39]
- حتى 15 مايو:
  - أعلنت الأمم المتحدة أن أعمال العنف في اليمن أسفرت عن مقتل 1850 شخصا، وجرح 7394 آخرين، وأجبرت أكثر من 500,000 شخص على النزوح منذ نهاية مارس 2015 حتى منتصف شهر مايو.[40]
- حتى نهاية شهر مايو:
  - أعلن مكتب الأمم المتحدة لتنسيق الشؤون الإنسانية مقتل أكثر من 2288 شخص، نصفهم من المدنيين، وإصابة نحو 10 آلاف آخرين في اليمن، ونزوح أكثر من مليون شخص داخل اليمن منذ (26 مارس 2015 حتى نهاية مايو 2015).[7] وقالت منظمة الصحة العالمية أن هناك ما يقرب من 7.5 مليون شخص يحتاجون إلى المساعدة الطبية على وجه السرعة في اليمن.[41]
- حتى أغسطس 2015:
  - أعلنت اللجنة الدولية للصليب الأحمر أن عدد ضحايا الحرب والغارات الجوية في اليمن منذ مارس بلغ 3,800 قتيل و19,000 جريح و1,300,000 نازح.[10]
  - في 27 أغسطس قال مكتب الأمم المتحدة لتنسيق الشؤون الإنسانية أن عدد ضحايا النزاع في اليمن بلغ 4,513 قتيل و23,509 جريح، 1,439,118 نازح.[12]

## مناطق موبوئة
| #  | المحافظات الأكثر نزوحاً | المحافظات الأكثر نزوحاً |
| #  | التاريخ:31 مايو 2015   | التاريخ: 6 يوليو 2015  |
| -- | ---------------------- | ---------------------- |
| 1. | صنعاء (109.775)        | عدن (256.674)          |
| 2. | الضالع (97.419)        | الضالع (97.238)        |
| 3. | عدن (77.159)           | لحج (45.782)           |
| 4. | صعدة (49.494)          | صنعاء (35.518)         |
| 5. | لحج (46.391)           | شبوة (30.096)          |

أعلن فريق الصليب الأحمر الدولي الموجود في مناطق الصراع في اليمن أن مدن كريتر والمعلا وخور مكسر والتواهي بمحافظة عدن جنوبي البلاد مناطق موبوءة بمرض «حمى الضنك»، وقالت السلطات الصحية في عدن إن هذه الحمى انتشرت بشكل ملفت وواسع منذ مطلع شهر مايو بعد تدهور الخدمات الصحية وتضرر منشئات البنية التحتية من كهرباء ومياه وصرف صحي جراء القتال المستمر في المدينة منذ أشهر.

## الأمن الغذائي
| الاحتياج | المبلغ مليون دولار $ |
| --- | -------------------- |
| أمن غذائي | 805,9                |
| المأوى، مواد غير غذائية، مخيم التنسيق وإدارة المخيم | 159,4                |
| الصحة | 151,8                |
| الحماية | 125,0                |
| المياه والصرف الصحي والنظافة | 102,5                |
| التغذية | 76,9                 |
| الإنعاش المبكر - إعادة الإعمار | 48,5                 |
| الخدمات اللوجستية | 39,8                 |
| التعليم | 30,0                 |
| حماية الطفل | 26,9                 |
| العنف القائم على النوع الاجتماعي | 10,6                 |
| التنسيق | 8,8                  |
| الاتصالات في حالات الطوارئ | 2,1                  |
| المبلغ الإجمالي | 1.600                |
| متطلبات عام 2015: 757,7 مليون دولار $ "حرجة" احتياجات. 777,8 مليون دولار احتياجات "أولوية قصوى" وبالإضافة إلى ذلك (بتمويل بالفعل): 65,3 مليون $ احتياجات ما قبل الأزمة |                      |

في 19 يونيو حذرت الأمم المتحدة من أزمة إنسانية في اليمن مع استمرار القتال وعدم توصل الأطراف إلى هدنة إنسانية تسمح لقوافل المساعدات الإنسانية بدخول البلاد، وقالت المنظمة إنها بحاجة إلى 1.6 مليار دولار كمساعدات لليمن خلال العام الحالي. وأطلق نائب أمين الشؤون الإنسانية في الأمم المتحدة ستيفن أوبراين نداء استغاثة لتقديم العون للشعب اليمني. وقال أوبراين «الشعب في كافة أرجاء اليمن يكافح للحصول على الطعام كما أن الخدمات الاساسية تنهار في العديد من المناطق.».
بنهاية يونيو بلغ عدد السكان المحتاجين للمساعدة الإنسانية 21.1 مليون شخصاً أي ما يعادل 80% من إجمالي سكان اليمن، بينهم 12.2 مليون مواطن متضررون مباشرة من النزاع، ومليون شخص نازحين داخلياً وذلك حسب تقرير أصدره مكتب الأمم المتحدة لتنسيق الشؤون الإنسانية.
في 19 أغسطس حذرت منظمة الأغذية والزراعة التابعة للأمم المتحدة من «تفاقم المجاعة» في اليمن، حيث يعاني أكثر من 1.2 مليون طفل من سوء التغذية الحاد المعتدل كما يعاني أكثر من نصف مليون طفل من سوء التغذية الحاد، وكان مبعوث الأمم المتحدة إلى اليمن إسماعيل ولد الشيخ أحمد قد صرح بأن «اليمن على بعد خطوة واحدة من المجاعة»، وأظهرت دراسة لبرنامج الأغذية العالمي أن ما يقرب من 13 مليون شخص يواجهون انعدام الأمن الغذائي، بينهم 6 ملايين يعانون من انعدام الأمن الغذائي الشديد، وهم في حاجة ماسة إلى المساعدات الغذائية الطارئة والمساعدات المنقذة للحياة، وهذا يعني أن واحد من كل خمسة أشخاص من سكان اليمن يعجزون عن تدبير قوتهم اليومي. ويعد نحو 1.3 مليون نازح داخلياً في البلاد هم الأشد معاناة من انعدام الأمن الغذائي.
ووفقاً لتحليل التصنيف المرحلي المتكامل لحالة الأمن الغذائي والاوضاع الإنسانية الذي قام به برنامج الأغذية العالمي، تم تصنيف عشرة من أصل 22 محافظة في اليمن الآن بأنها تعاني انعدام الأمن الغذائي الذي يصل إلى مستوى «الطوارئ» وهي: صعدة، وعدن، وأبين، وشبوة، وحجة، والحديدة، وتعز، ولحج، والضالع، والبيضاء.
وهناك ملايين معرضون لانعدام الأمن الغذائي الشديد، ويمكن أن يصلوا بسهولة لمستوى الطوارئ ما لم يحدث تحسن كبير في توافر الغذاء وإمكانية الوصول إليه بأسعار يستطيع غالبية الناس تحملها.
ويعتبر نقص مياه الشرب مشكلة حرجة. فقد تضاعف سعر المياه في مدينة صنعاء ثلاث مرات منذ بداية النزاع نتيجة تعطل أنظمة الضخ بسبب عدم وجود وقود الديزل[ ؟ ].
تعتبر معدلات سوء التغذية بين الأطفال في اليمن من أعلى المعدلات في العالم. ويعاني نحو نصف إجمالي عدد الأطفال دون سن الخامسة من التقزم أي أنهم قصار القامة للغاية بالنسبة لأعمارهم نتيجةً لسوء التغذية. في يوليو 2015، أرسل برنامج الأغذية العالمي 425 طناً من المنتجات الغذائية الخاصة إلى المراكز الصحية التي لا تزال تعمل في عدن، وعمران[ ؟ ]، والحديدة ومدينة صنعاء. وسوف يغطي هذا حوالي 31,000 من الأطفال دون سن الخامسة والنساء الحوامل والمرضعات لمدة ثلاثة أشهر حتى سبتمبر 2015.

### الاحتياجات المالية
دعت منظمات الإغاثة الإنسانية التابعة للأمم المتحدة إلى توفير أكثر من مليار وستمئة مليون دولار لانتشال اليمن من أزمة مدمرة زجت بالبلاد في حالة انعدام أمن غذائي حادة وتركتها على حافة كارثة إنسانية شاملة.
وقال وكيل الأمين العام للشؤون الإنسانية ومنسق الإغاثة في حالات الطوارئ، ستيفن أوبراين، خلال إطلاق النداء البالغ 1.66 مليار دولار في جنيف في 19 يونيو، إنه وسط ارتفاع حدة القتال في أنحاء اليمن، تخيم على البلاد أزمة إنسانية كارثية في ظل معاناة الأسر في البحث عن الطعام وانهيار الخدمات الأساسية في جميع المناطق.
وأضاف «لم يعد بإمكان الملايين من الأسر الحصول على المياه الصالحة للشرب والصرف الصحي المناسب، أو الرعاية الصحية الأساسية،» محذرا من انتشار «الأمراض الفتاكة مثل حمى الضنك والملاريا، وانخفاض الإمدادات اللازمة لرعاية الصدمات الحادة إلى مستويات مثيرة للقلق.»
ووفقا لدراسة جديدة صدرت مؤخرا عن منظمة الأغذية والزراعة بالأمم المتحدة، وبرنامج الأغذية العالمي، ووزارة التخطيط والتعاون الدولي، نيابةً عن الشركاء الفنيين الآخرين، أن ستة ملايين يمني على الأقل يعانون انعدام الأمن الغذائي الشديد وفي حاجة ماسة إلى المساعدات الغذائية الطارئة والمساعدات المنقذة للحياة في اليمن – وهي زيادة حادة مقارنةً بالربع الأخير من عام 2014.
وسوف يسعى النداء المعدل إلى توفير الحماية الضرورية والمساعدة المنقذة للحياة، بما في ذلك الغذاء والماء والمأوى، للفئات الأكثر ضعفا في اليمن، أي ما يقدر ب 11.7 مليون شخص.
وأضاف أدواردز، «وبالإضافة إلى شح الغذاء فإن مخزون الوقود وصل إلى مستوى خطير، مما أدى إلى تقنين الكهرباء للخدمات الأساسية مثل ضخ المياه وإجبار المنشآت الصحية على الإغلاق.»

## حقوق الأطفال
| الانتهاك                                     | عدد الحالات |
| -------------------------------------------- | ----------- |
| قتل الأطفال                                  | 135         |
| تشويه الأطفال                                | 260         |
| التجنيد أو الاستخدام من قبل الجماعات المسلحة | 159         |
| مصدر البيانات: آلية الرصد والإبلاغ.          |             |

قالت اليونيسيف أن 74 طفلًا على الأقل قد قُتل و44 جُرحوا بسبب القصف الجوي السعودي على اليمن منذ 26 مارس 2015 حتى 6 أبريل، وقالت الأمم المتحدة أن 84 طفلاً قتل من أصل 736 شخص قتل في اليمن منذ بدء النزاع حتى 12 أبريل 2015.
أفادت اليونيسيف في 24 أبريل أن 115 طفل قتل و172 آخرين شوهوا نتيجه للصراع في اليمن منذ 26 مارس، حيث تشير التقديريات أن 64 طفل قتل بسبب القصف الجوي. وتقدر الأمم المتحدة أن الصراع أجبر أكثر من 100,000 طفل على النزوح من منازلهم حتى منتصف أبريل، في حين أن ثلث المُقاتلين المشاركين هم دون 18 سنة.
ووفقا للأمم المتحدة، في الفترة بين (26 مارس و10 مايو 2015) قتل 182 طفلاً من أصل 828 مدنياً قتلوا في الصراع في اليمن و«الغارات الجوية للتحالف».

## النازحين
: المحافظات التي تشكل مصدر معظم النزوح الداخلي (14 أكتوبر 2015) بينهم 443,743 نازح غير معروف مكان قدومهم.

عدد النازحين القادمين من محافظات أخرى (14 أكتوبر 2015):
| : 300.000 - 400,000 : 200.000 - 300,000 : 100.000 – 200.000 : 50.000 – 100.000 : 10.000 – 50.000 : 1.000 – 10.000 : < 1.000 |

### داخلياً
بلغ عدد النازحين في اليمن ما يقارب ربع مليون نازح حتى منتصف أبريل،  وحتى منتصف شهر مايو أجبر الصراع أكثر من نصف مليون شخص على النزوح،  وبحلول شهر يونيو 2015 كان أكثر من مليون قد نزحوا داخل اليمن، بسبب الحرب وأعمال العنف وبسبب الغارات الجوية للتحالف العربي.
بلغ عدد النازحين في اليمن +254,500 نازح (حتى 17 أبريل).
- - أعلنت الأمم المتحدة أن أعمال العنف في اليمن أسفرت عن مقتل 1850 شخصا، وجرح 7394 آخرين، وأجبرت أكثر من 500,000 شخص على النزوح منذ نهاية مارس 2015 حتى منتصف شهر مايو.[40]
- حتى أغسطس 2015:
  - أعلنت اللجنة الدولية للصليب الأحمر أن عدد ضحايا الحرب والغارات الجوية في اليمن منذ مارس بلغ 3,800 قتيل و19,000 جريح و1,300,000 نازح.[10]
- حتى سبتمبر:
  - بلغ العدد 1,439,118 نازح حتى سبتمبر 2015.[12]
- حتى 14 أكتوبر بلغ عدد النازحين داخل اليمن 2,305,048 نازح بحسب منظمة الهجرة الدولية.[53]

في مطلع نوفمبر تسبب «إعصار تشابالا» بنزوح 40 ألف شخص على الأقل في أرخبيل سقطرى وحضرموت وشبوة، يضافون إلى 2,305,048 نازح داخل اليمن بفعل الحرب الأهلية اليمنية، ويذكر أن سقطرى وحضرموت والمهرة[ ؟ ] هي المناطق الوحيدة في اليمن التي لم تصلها نيران الحرب الأهلية اليمنية، بالإضافة إلى أجزاء من شبوة.

## خارجيا
| التاريخ       | الوصول | الوصول    | الوصول  | الوصول     | مجموع   | المصدر        |
| التاريخ       | جيبوتي | أرض البنط | الصومال | صوماليلاند | مجموع   | المصدر        |
| ------------- | ------ | --------- | ------- | ---------- | ------- | ------------- |
| 30 أبريل 2015 | 8.896  | 2.285     |         | 1.125      | >12.300 |               |
| 28 مايو 2015  | 14.410 | 8.452     | 95      | 3.332      | >26.200 | [ 55 ] [ 56 ] |
| 4 يونيو 2015  | 16.801 | 8.635     | 95      | 3.714      | ~30.000 | [ 57 ]        |
| 11 يونيو 2015 | 18.129 | 10.485    |         | 3.944      | >32.000 | [ 58 ]        |
| 18 يونيو 2015 | 18.807 | 12.588    |         | 4.701      | >36.000 | [ 59 ]        |
| 25 يونيو 2015 | 19.752 | 12.968    |         | 5.418      | >38.000 | [ 60 ]        |

استقبلت جيبوتي العديد من اللاجئين اليمنيين منذ بدء الحرب في اليمن، وذلك عبر مضيق باب المندب.
وأيضاً فر آخرون إلى الصومال، عن طريق البحر في صوماليلاند.
| الهدف البلد:                            | عدد (اللاجئين والعائدين وآخرين) |
| --------------------------------------- | ------------------------------- |
| جيبوتي                                  | 20.295                          |
| الصومال                                 | 23.418                          |
| سلطنة عمان                              | 5.000                           |
| السعودية                                | 1.475                           |
| إثيوبيا                                 | 1.187                           |
| السودان                                 | 271                             |
| المجموع: 51646 (التاريخ: 10 يوليو 2015) |                                 |

## الإمدادات
| تطور أسعار الوقود مقارنة مع ما قبل الأزمة تغيير متوسط السعر البلاد للديزل بالمائة المصدر: وضع سوق اليمن الأسبوعي، وبرنامج الأغذية العالمي (أغسطس:شمل فقط الأسبوع الأول) | تطور أسعار الوقود مقارنة مع ما قبل الأزمة تغيير متوسط السعر البلاد للديزل بالمائة المصدر: وضع سوق اليمن الأسبوعي، وبرنامج الأغذية العالمي (أغسطس:شمل فقط الأسبوع الأول) | تطور أسعار الوقود مقارنة مع ما قبل الأزمة تغيير متوسط السعر البلاد للديزل بالمائة المصدر: وضع سوق اليمن الأسبوعي، وبرنامج الأغذية العالمي (أغسطس:شمل فقط الأسبوع الأول) | تطور أسعار الوقود مقارنة مع ما قبل الأزمة تغيير متوسط السعر البلاد للديزل بالمائة المصدر: وضع سوق اليمن الأسبوعي، وبرنامج الأغذية العالمي (أغسطس:شمل فقط الأسبوع الأول) | تطور أسعار الوقود مقارنة مع ما قبل الأزمة تغيير متوسط السعر البلاد للديزل بالمائة المصدر: وضع سوق اليمن الأسبوعي، وبرنامج الأغذية العالمي (أغسطس:شمل فقط الأسبوع الأول) |
| --- | --- | --- | --- | --- |
| شهر: | شهر: | | | %: |
| 02.2015 | 02.2015 | | 0 | 0 |
| 04.2015 | 04.2015 | | 212 | 212 |
| 05.2015 | 05.2015 | | 560 | 560 |
| 06.2015 | 06.2015 | | 406 | 406 |
| 07.2015 | 07.2015 | | 388 | 388 |
| 08.2015 | 08.2015 | | 135 | 135 |

| تطور أسعار دقيق القمح مقارنة مع ما قبل الأزمة تغيير متوسط السعر البلاد لدقيق القمح بالمائة المصدر: وضع سوق اليمن الأسبوعي، وبرنامج الأغذية العالمي (أغسطس:شمل فقط الأسبوع الأول) | تطور أسعار دقيق القمح مقارنة مع ما قبل الأزمة تغيير متوسط السعر البلاد لدقيق القمح بالمائة المصدر: وضع سوق اليمن الأسبوعي، وبرنامج الأغذية العالمي (أغسطس:شمل فقط الأسبوع الأول) | تطور أسعار دقيق القمح مقارنة مع ما قبل الأزمة تغيير متوسط السعر البلاد لدقيق القمح بالمائة المصدر: وضع سوق اليمن الأسبوعي، وبرنامج الأغذية العالمي (أغسطس:شمل فقط الأسبوع الأول) | تطور أسعار دقيق القمح مقارنة مع ما قبل الأزمة تغيير متوسط السعر البلاد لدقيق القمح بالمائة المصدر: وضع سوق اليمن الأسبوعي، وبرنامج الأغذية العالمي (أغسطس:شمل فقط الأسبوع الأول) | تطور أسعار دقيق القمح مقارنة مع ما قبل الأزمة تغيير متوسط السعر البلاد لدقيق القمح بالمائة المصدر: وضع سوق اليمن الأسبوعي، وبرنامج الأغذية العالمي (أغسطس:شمل فقط الأسبوع الأول) |
| --- | --- | --- | --- | --- |
| الشهر: | الشهر: | | | %: |
| 02.2015 | 02.2015 | | 0 | 0 |
| 04.2015 | 04.2015 | | 44 | 44 |
| 05.2015 | 05.2015 | | 55 | 55 |
| 06.2015 | 06.2015 | | 36 | 36 |
| 07.2015 | 07.2015 | | 37 | 37 |
| 08.2015 | 08.2015 | | 15 | 15 |

## انتهاكات حقوق الإنسان من قبل الجهات الفاعلة الدولية
- مشاركة الإمارات العربية المتحدة في الحرب الأهلية :

قالت هيومن رايتس ووتش إن الإمارات العربية المتحدة تدعم القوات اليمنية التي احتجزت عشرات الأشخاص بشكل تعسفي خلال العمليات الأمنية. وتمول دولة الإمارات العربية المتحدة الأسلحة وتدير هذه القوات، التي تقاتل في ظاهرها الجماعات اليمنية المرتبطة بتنظيم القاعدة أو «الدولة الإسلامية».
وثقت هيومن رايتس ووتش 49 حالة، من بينهم 4 أطفال، تم احتجازهم تعسفا أو اختفوا قسرا في مقاطعتي عدن وحضرموت في عام 2016. ويبدو أن قوات الأمن المدعومة من الإمارات العربية المتحدة قد اعتقلت 38 منهم على الأقل. وأفادت مصادر عدة، من بينها مسؤولون يمنيون، أن هناك عددا من أماكن الاحتجاز غير الرسمية والسجون السرية في عدن وحضرموت، بما فيها اثنان تديرهما دولة الإمارات العربية المتحدة وواحدة تديرها قوات أمن يمنية تدعمها الإمارات العربية المتحدة.
وقال محتجزون سابقون وأقاربهم ل هيومن رايتس ووتش إن بعض المعتقلين تعرضوا لإساءة المعاملة أو التعذيب في مراكز الاحتجاز، وغالبا ما تعرضوا للضرب المبرح، حيث استخدم رجال الأمن قبضاتهم أو أسلحة هم أو أشياء معدنية أخرى. وأفاد آخرون أيضا أن قوات الأمن استخدمت صدمة كهربائية، وتجريد الملابس، وتهديد المحتجزين.
وتعمل الولايات المتحدة بشكل وثيق مع دولة الإمارات العربية المتحدة لمحاربة القاعدة، وأشاد أعضاء الحكومة الأمريكية مرارا بدولة الإمارات العربية المتحدة. في عام 2016، أرسلت الولايات المتحدة عددا صغيرا من قوات العمليات الخاصة إلى اليمن لمساعدة دولة الإمارات العربية المتحدة في كفاحها ضد الجماعة المسلحة. وأفادت بعض التقارير أن الولايات المتحدة أجرت عمليات مشتركة مع دولة الإمارات العربية المتحدة ضد تنظيم القاعدة في شرق ووسط اليمن ، وفقا لصحيفة نيويورك تايمز والمعترض.
وفي بيان صحافي، حذر  المرصد المتوسطي الذي يتخذ من جنيف مقرا له من ان المعتقلين في سجن «احمد احمد» الذي تسيطر عليه الإمارات يخضعون «إلى اشد طرق التخويف والتعذيب النفسي والجسدي» التي تعكس الوضع الامني في عدن. وأشار الإلى أن هناك أكثر من 170 معتقلا تعسفيا ودون تهمة في 60 زنزانة، والتي لا تتجاوز 40 مترا مربعا فقط. ويعيش المعتقلون في ظروف قاسية بسبب الممارسات اللاإنسانية التي تعرضوا لها منذ 18 شهرا من الاحتجاز، مما أجبرهم على الإضراب عن الطعام.